# Abel Ramón Caballero Álvarez
Abel Ramón Caballero Álvarez (Ponteareas, 2 de setembre de 1946) és un economista, polític i escriptor gallec, militant del Partit dels Socialistes de Galícia (PSdeG-PSOE). Exerceix de batlle de Vigo des de 2007 i ha exercit com a president de la Federació Espanyola de Municipis i Províncies (FEMP) des de 2015 fins a 2023. Des de 2016 com a president de l'Àrea metropolitana de Vigo. Entre 1985 i 1988 fou Ministre de Transport, Turisme i Comunicacions en els governs de Felipe González.

## Trajectòria
Va néixer el 2 de setembre de 1946 a la població de Ponteareas, situada a la província de Pontevedra. Va estudiar ciències econòmiques a la Universitat de Santiago de Compostel·la, i posteriorment amplià els seus estudis a la Universitat de Cambridge i a la Universitat d'Essex. Va ser professor a la Universitat de Santiago de Compostel·la i és catedràtic de teoria econòmica de la Facultat de Ciències Econòmiques i Empresarials de la Universitat de Vigo.
Durant la seva joventut va militar al Partit Comunista d'Espanya (PCE), i posteriorment, l'any 1980, va passar a formar part del Partit Socialista Obrer Espanyol (PSOE). A les eleccions generals de 1982 va ser escollit diputat al Congrés dels Diputats per la província de la Corunya, escó que repetí en les eleccions de 1986, 1989, 1993 i 1996 per la província de Pontevedra. En la formació del segon govern de Felipe González fou nomenat Ministre de Transport, Turisme i Comunicacions, càrrec repetí en la següent legislatura.
Fou president del PSdeG-PSOE i candidat a la presidència de la Xunta de Galícia a les eleccions autonòmiques de 1997 per una coalició integrada pel PSdeG-PSOE, EU-EG i Os Verdes. En aquests comicis va obtenir els pitjors resultats del socialisme gallec a Galícia, amb el qual, encara que va mantenir el seu escó fins a l'any 2001, va passar a segona fila de l'escena política.
Després de treballar cinc anys com a docent a la Universitat de Vigo, va reprendre la carrera política i l'any 2005 va ser president de l'Autoritat Portuària de Vigo, mandat que va mantenir fins al 2007. Posteriorment va ser escollit candidat del PSdeG-PSOE a l'ajuntament de Vigo en les eleccions municipals de 2007, aconseguint ser la segona llista més votada en els comicis del 27 de maig després del Partit Popular. L'aliança amb el Bloc Nacionalista Gallec (BNG) li donà l'alcaldia.